# Heterochroma ligata
Heterochroma ligata là một loài bướm đêm trong họ Noctuidae.